# Monti Santa Rosa

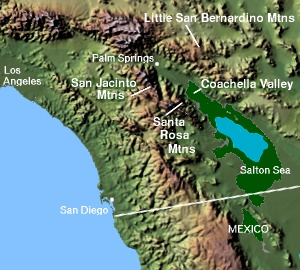
Santa Rosa Mountains

I Monti Santa Rosa, detti anche Santa Rosa Mountains, sono una breve catena montuosa della California meridionale.
Sorgono ad est di Los Angeles ed a nordest di San Diego. La cima più alta è il Toro Peak (2656 m), che si trova circa 35 km a sud di Palm Springs.